# Красногородск
Красногоро́дск — посёлок городского типа (с 1967) на западе Псковской области России. Административный центр Красногородского района, а также сельского поселения «Красногородская волость» (в которое сам посёлок не входит). Образует одноимённое городское поселение.

## География
Расположен на реке Синей (приток Великой), в 120 км к югу от Пскова, в 51 км от железнодорожной станции Пыталово. Ближайший крупный населённый пункт — Опочка — восточнее в 28 км.

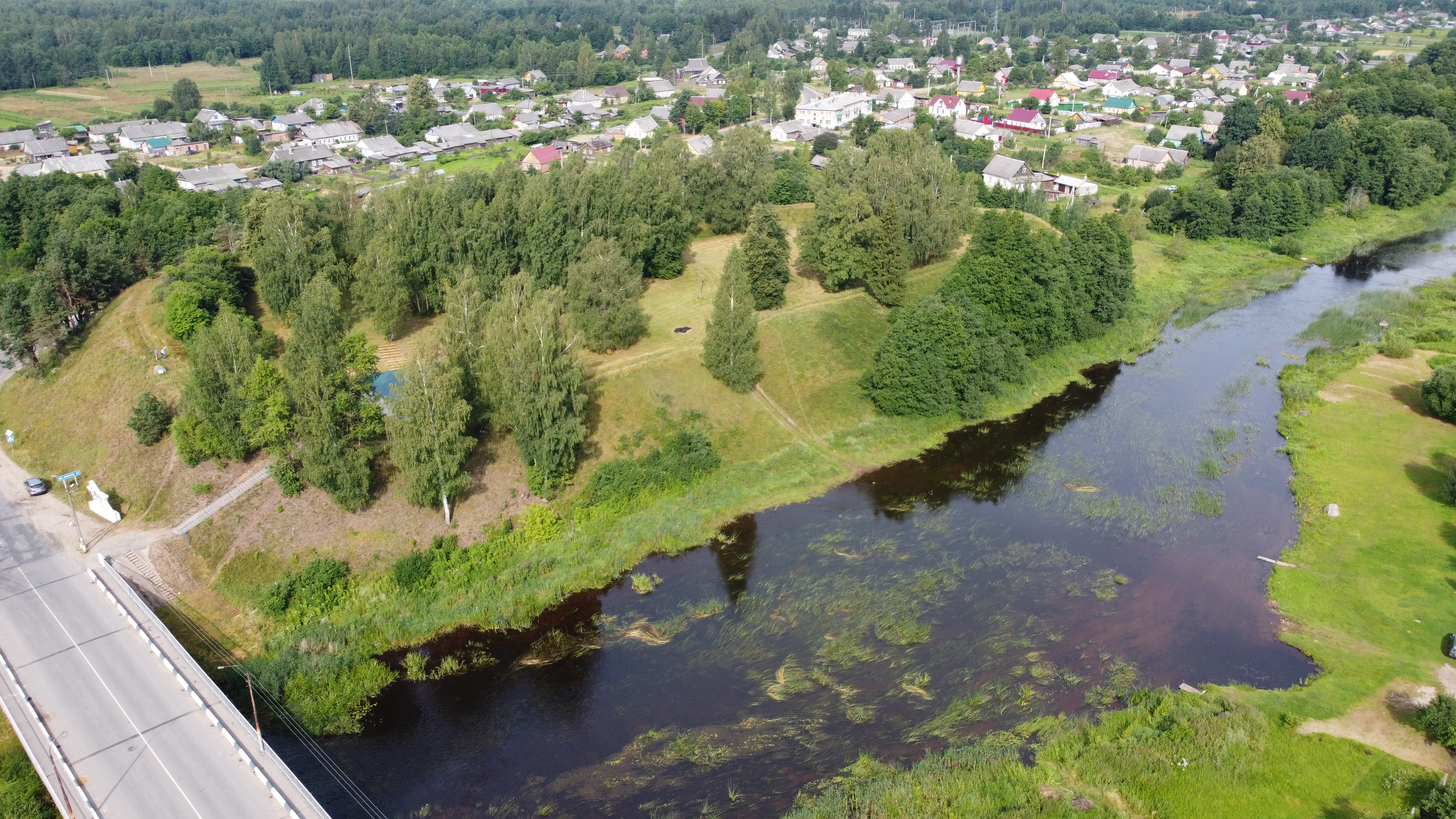
Валы городища на реке Синей в Красногородске

## История

### В составе Псковской республики
Начальной датой истории Красногородска служит 1464 год, когда для укрепления юго-западной границы Псковской республики на левом (западном) берегу реки Синей у места впадения в неё речки Смородинки была построена крепость Красный Городец. Это событие нашло отражение в летописи: «Тоя же зимы князь Псковской Иван Александрович и посадник степенный Алексей Васильевич заложиша град нов деревян на Сини реки, и нарекоша и Красный Городец».
Новая крепость была выстроена на земляном валу, сохранившемся до сих пор. В плане она представляла собой четырёхугольник со сторонами 150, 130, 70 и 40 метров; стены её и башни, стоявшие в углах, были деревянными. Имелся в крепости и водяной тайник, выходивший к реке Синей, причём выстроена крепость была с таким расчётом, чтобы артиллерийский и ружейный огонь её защитников мог поражать штурмующих с любой её стороны.
Жилых домов в крепости не было; население жило на правом (восточном) берегу реки Синей, где возник посад. Связь с крепостью осуществлялась по временному деревянному мосту, который опирался на козлы («козявки»), а также на плотах и просто вброд (переходу и проезду вброд способствовало то, что русло реки в этом месте имело твёрдый грунт и было несколько приподнято).
Возникший город называли по-разному: Красный город (городец, городок) или просто Красное или Красный (в значении ‘красивый’). Однако в XVI—XVII веках основным значением прилагательного «красный» стало обозначение цвета. Поэтому изменилось и восприятие названия населённого пункта, что отражено, например, в следующей старинной поговорке-присказке: «Город Красный, река Синяя, народ чёрный — раков боится» (поговорка основана на легенде, согласно которой некогда красногородцы увидели выползшего на берег Синей реки огромного рака, испугались и решили идти к нему с крестным ходом и просить о помиловании; увидев множество народа, речное чудовище укрылось в реке, а красногородцы на радостях устроили пир).
Возникший город вошёл в число псковских пригородов — укреплённых пунктов, возведённых в различных концах Псковской земли (к концу XV века всего насчитывалось 14 псковских пригородов). Население псковских пригородов было весьма малочисленным, и по занятиям своих жителей они были намного ближе к сёлам, чем к собственно городам. Они выполняли административные функции, будучи центрами уездов, но основной их функцией была оборонительная: они служили крепостями и прибежищами для окрестного населения.
Первое занесённое в летописи нападение на Красный произошло в марте 1502 года, когда ливонцы безуспешно осаждали Красный городок. Вторжением руководил ландмаршал Ливонии Иоганн Плятер. Красногородцы мужественно оборонялись, но силы были неравны, и они запросили помощи у Пскова. Однако помощь подоспевших псковичей не потребовалась: ещё до того, как они подошли к крепости, ливонцы (которым показалось, что приближается огромное войско) бежали восвояси.

### В составе Русского государства

#### На защите рубежей России
13 января 1510 года Псковская земля вошла в состав Русского государства, после чего Красный продолжал оставаться уездным центром. С этого времени во псковских пригородах были размещены московские гарнизоны из казаков и стрельцов, обязанностью которых было защищать пригороды и окрестные волости от иноземных вторжений.
Крепость Красный городок играла важную роль при отражении набегов соседей на Псковскую землю. В 1518 году литовский воевода Константин Острожский захватил было Красный городок, однако подоспевший к крепости русский воевода Иван Ляцкий освободил её от неприятеля. В 1559 году, в начальный период Ливонской войны, крепость Красный городок успешно выдержала осаду ливонцев, которые, однако, пожгли посад и сделали немало опустошений по всему Красногородскому уезду. В марте 1565 года Красный городок подвергся очередному нападению литовцев, которые обстреливали крепость из пушек, но нападение было отражено красногородским воеводой Василием Вишняковым совместно с московскими воеводами Иваном Шуйским и Иваном Шереметевым.
Однако в августе 1581 года к Красному подошло многочисленное войско короля Речи Посполитой Стефана Батория, поставившего своей целью взятие Пскова. Жители Красного при подходе этого войска сожгли свой город, а сами с имуществом перебрались во Псков. Баторий захватил Красный; но по заключённому 15 января 1582 года Ям-Запольскому миру между Русским государством и Речью Посполитой город был возвращён России.
По данным Писцовой книги города Красного и уезда 1585—1587 годов, после нашествия Стефана Батория город находился в большом запустении. На посаде проживало немногим более 100 человек, бо́льшую часть которых составляла расквартированная здесь сотня стрельцов, жившая в Стрелецкой слободе; на валу не жил никто, но некоторые жители держали здесь клети. Всего в Красном числилось 23 белых (не облагаемых государственными платежами) двора, из них 8 церковных и 15 пушкарских; чёрных (облагаемых государственными платежами) дворов тяглых людей было два.
В это время Красногородский уезд, как и другие уезды Псковской области, в административном отношении делился на губы. Их было 7 — Борисоглебская, Покровская, Никольская-Дрецкая, Ключицкая (Ключевская), Петровская, Никольская и Спасская.

#### Переход под власть Речи Посполитой
Устои государственной власти в России были драматическим образом поколеблены с наступлением Смутного времени. В 1607 году красногородцы (как и жители других псковских пригородов) принесли присягу самозванцу Лжедмитрию II. В августе же 1611 года польский шляхтич Александр Лисовский, который ранее служил самозванцу, а после смерти последнего перешёл на службу к королю Речи Посполитой Сигизмунду III, во главе отряда из 800 иноземцев захватил Красный и сделал его операционной базой для набегов на другие пригороды Псковской земли.
По заключённому 1 (11) декабря 1618 года Деулинскому перемирию южные уезды Псковской земли — Красногородский, Себежский, Невельский — вместе со смоленскими и черниговскими землями на 14 лет и 6 месяцев отошли к Речи Посполитой. Поляновский мир, заключённый 4 (14) июня 1634 года и завершивший Смоленскую войну 1632—1634 гг., подтвердил установленные Деулинским перемирием границы.
Однако уже вскоре после начала русско-польской войны 1654—1667 гг. русские войска опять взяли Красный. Его переход к России был закреплён Андрусовским перемирием (подписано 30 января (9 февраля) 1667 года), по которому Речь Посполитая теряла Левобережную Украину, смоленские земли, Невель, Себеж и Красный.

#### После возвращения в состав России
После окончания войны Красный управлялся воеводами. Сохранился наказ царевичей Ивана и Петра и правительницы царевны Софьи Алексеевны, данный Борису Петровичу Сновидову в 1686 году при назначении его на должность красногородского воеводы; в наказе подробнейшим образом перечисляются его права и обязанности как главы уезда, города и городского гарнизона.
По данным переписи 1675—1678 годов в Красном числилось военных чинов 107 и их иждивенцев 108, всего 215 человек. Гражданское население состояло из ремесленников, мелких торговцев, домовладельцев. Всего мещан вместе с иждивенцами по переписи 1685—1688 годов числилось 47, а всё население Красного немногим превышало 300 человек.
В 1699 году на валу не было уже ни одной постройки, а крепость была упразднена ещё раньше; город свёлся к одному посаду, и вплоть до середины XX века размещался только на правом берегу реки Синей.
Пётр I своим указом от 18 (29) декабря 1708 года ввёл новое административное деление на губернии и уезды. Красный городок не попал в уездные города, был объявлен пригородом и приписан к Опочке. Из 7 губ Красногородского уезда образовались три волости Опочецкого уезда Ингерманландской губернии (в 1710 году переименована в Санкт-Петербургскую) — Красногородская, Покровская и Сине-Никольская. Новый указ царя от 29 мая (9 июня) 1719 года ввёл деление губерний на провинции, и Красный вместе со всем Опочецким уездом вошёл в Псковскую провинцию Санкт-Петербургской губернии.

### В составе Российской империи
По указу императрицы Екатерины I от 29 апреля (10 мая) 1727 года Красный вместе с Псковской провинцией отошёл к новообразованной Новгородской губернии. В соответствии с Указом Сената от 23 октября (3 ноября) 1772 года Псковская провинция — вместе с Великолуцкой провинцией и присоединённой к России по первому разделу Польши территорией бывшего Полоцкого воеводства — вошли в состав новоучреждённой Псковской губернии; при этом губернским городом стала Опочка, а Красный оказался пригородом губернского города. Однако указом Екатерины II от 24 августа (4 сентября) 1776 года из состава Псковской губернии была выделена Полоцкая губерния, а центр Псковской губернии (в 1777—1796 гг. — Псковское наместничество) был перенесён в Псков.
По переписи 1777 года в пригороде Красном (в то время — один из 7 пригородов Псковской губернии, в которую входили также 9 городов) насчитывалось 785 жителей.
Примерно с 18-го века, а более всего – после освобождения крестьян в Эстляндской и Лифляндской губерниях в 1816–1819 годах, в район Красногородска стали переселяться эстонцы (из-за трудностей с выкупом земли). По данным экспедиций Оскара Калласа в конце 19-го — начале 20-го века, в окрестностях Красногородска проживали почти 2000 эстонцев (Kraasna maarahvas, буквально: люди земли Красной), говоривших на своеобразном говоре южноэстонского диалекта и в культурном отношении родственные сету. Однако, хотя в посёлках (почти) без русского населения все говорили по-эстонски (а по-русски не говорили), в связи с подавляюще иноязычным окружением, общностью веры (местные эстонцы были православными) и межэтническими браками язык постепенно терялся. Тем не менее, О. Каллас отмечает удивительность того факта, что язык смог сохраниться на протяжении около 200 лет.
С 1870 года в Красном введено городское самоуправление во главе с выборным старостой, без разрешения которого никто из красногородцев не имел права ни продать своей земли, ни купить.
В 1895 году в Красном было 133 двора и 785 жителей. Перед Первой мировой войной в нём уже имелось 175 дворов, где проживало 1100—1200 жителей. Большинство населения составляли мещане и ремесленники, владевшие землёй и занимавшиеся земледелием; жили также дворяне, купцы, духовенство, разночинцы. В Красном были почта, телеграф, пожарное депо, земская больница на 15—20 коек (открыта в 1903 году) с одним врачом и двумя фельдшерами, 4 школы (в том числе открытая в 1878 году средняя, а также двухклассная и две церковно-приходские), библиотека, 2 церкви (построенная в 1806 году Свято-Никольская и построенная в 1878 году Михаило-Архангельская, обе деревянные), 10 часовен, 2 трактира, 4 пивных, библиотека и аптека.

### В составе Союза Советских Социалистических Республик

#### Межвоенные годы
В первые годы после Октябрьской революции пригород Красный продолжал входить в состав Опочецкого уезда Псковской губернии, являясь административным центром Красногородской волости. 10 апреля 1924 года по декрету ВЦИК Красногородская волость была укрупнена: к ней были присоединены упразднённые Покровская и (частично) Матюшкинская волости. Однако 1 августа 1927 года вступило в действие Постановление Президиума ВЦИК, по которому в рамках проводимой в СССР административно-территориальной реформы (предусматривавшей ликвидацию деления на губернии и уезды) упразднялись и Псковская губерния, и Опочецкий уезд, и Красногородская волость. Пригород Красный вошёл в состав Псковского округа новообразованной Ленинградской области и стал административным центром Красногородского района. С этого времени населённый пункт (в котором по переписи населения 1926 года проживало 796 человек) стал в официальных документах называться село Красное, хотя в разговорной речи жители обычно называли его либо Красногородск, либо Красный Город.
Впрочем, административное деление в 1927—1941 годах менялось достаточно быстро: 23 июля 1930 года Постановлением ВЦИК и СНК СССР Псковский округ был упразднён, и Красногородский район стал подчиняться Ленинградской области напрямую. Постановлением Президиума ВЦИК от 1 января 1932 года был упразднён и район, а бо́льшая часть его территории (включая село Красное) вошла в состав Опочецкого района. По очередному постановлению Президиума ВЦИК от 29 января 1935 года была образована Калининская область, куда был передан Опочецкий район, причём 5 февраля того же года этот район и ещё 10 районов в западной части новообразованной области были объединены в Великолукский округ, а 5 марта 1935 года в составе этого округа был восстановлен Красногородский район (примерно в прежних границах). 11 мая 1937 года новым постановлением Президиума ВЦИК был создан Опочецкий пограничный округ, куда вошёл и Красногородский район. Наконец, 5 февраля 1941 года Указом Президиум Верховного Совета РСФСР этот округ был упразднён, и Красногородский район перешёл в прямое подчинение Калининской области.
В эти годы село Красное успешно развивается экономически. В 1932 году вступил в строй Красногородский льнозавод (сожжён немцами при отступлении в 1944 году), а в середине 1930-х годов в селе появились хлебозавод и маслосырзавод. В середине 1930-х гг. в посёлке Красном разместилась стрелковая часть, был построен военный городок.
Преобразилось и само село. В нём были построены Дом Советов, средняя школа на 400 мест, поликлиника, детский сад и ясли, баня и парикмахерская, гостиница, кинотеатр, типография. Райпотребсоюз организовал пять сельпо и открыл семь магазинов. Велось и жилищное строительство.

#### Годы Великой Отечественной войны
Считается, что немецкие войска заняли село Красное 5 июля 1941 года . В реальности все оказалось гораздо сложнее. На Красногородском направлении к 2.00 6 июля два танковых батальона 8-й танковой дивизии вермахта прорвали оборону 195-го стрелкового полка РККА и ворвались в Красный. Неожиданным ударом в селе был уничтожен узел связи 181-й дивизии и ряд тыловых подразделений 27-й армии. Противник захватил Красный и форсировал реку Синюю. К 4.00 части 181-й стрелковой дивизии РККА хаотично отошли на 10 км восточнее. С 5.00 немецкие моторизованные части 8-й танковой дивизии стали продвигаться на Опочку, Велье, Блины и Жавры. Утром 6 июля для поиска и установления связи с 181-й дивизией направился комкор Качанов. 195-й стрелковый, 639-й артиллерийский полки и остатки 46-го разведбата были остановлены командованием 21-го мехкорпуса и брошены в контратаку на Красный. В середине дня они наткнулись на мотопехотный полк 8-й танковой дивизии противника, прорваться не смогли и перешли к обороне между Красногородском и Опочкой. Тем не менее, указанная группа смогла задержать продвижение мотопехоты врага на Опочку. В это время боевая группа 8-й дивизии панцерваффе продвигалась в сторону Велья. В районе Ильинского, около 17.00 6 июля немецкие танки атаковали подразделения 2-го полка 128-й стрелковой дивизии, но в ходе часового боя были отброшены назад. Немецкая боевая группа развернулась в районе Платишино - Ильинское. В ходе манёвра немецких танков 243-й стрелковый полк 181-й дивизии оказался в окружении у деревни Стяньжево Противник подтянул тяжелую артиллерию и мотопехоту. 243-й полк пошёл на прорыв у деревни Равгово Бой длился двое суток. Потеряв 28 человек, 4 – 76-мм и 2 – 45-мм пушки полк прорвался на восток. За эти двое суток немецкая боевая группа была скована героическим сопротивлением советской пехоты.
В течение 6 июля на участке Сакулино – Рожково (между Красным и Опочкой) продолжали держать оборону подразделения 195-го стрелкового и 639-го артиллерийского полков. В ночь с 6 на 7 июля им на помощь из состава 42-й танковой дивизии была выделена сводная танковая рота (до 20 танков Т-26 и ХТ). Ночью на 7 июля советский сводный отряд при поддержке танков атаковал позиции 28-го моторизованного полка противника, отбросил его на окраину Красного и, не снижая темпов наступления, короткой сильной атакой овладел Красным, перерезав главную магистраль снабжения 8-й танковой дивизии вермахта. Боевая группа панцерваффе, наступающая на Велье, оказалась отрезана от тылов дивизии. В Красном советские войска разгромили некоторые штабные подразделения 8-й танковой дивизии вермахта, передислоцированные сюда накануне. Немцы остановили наступление боевой группы. Её командир, полковник Фронхефер был вынужден развернуть и бросить на Красный танковый батальон с Велейского направления, а также идти на соединение с 8-й мотострелковой бригадой Шеллера. Командир немецкой дивизии генерал Эрих Бранденбергер занялся сбором и организацией отставших тыловых подразделений соединения и подготовкой контратаки на Красный. По его требованию командование группы армий «Север» ускорило выдвижение авангарда 30-й пехотной дивизии от Покровского на Красный. Таким образом, советский отряд оказался в окружении, но стянул на себя значительные силы врага. Днем 7 июля противник атаковал Красный с трех направлений. У мельницы в деревни Поповка самокатчики 30-й пехотной дивизии и мотоциклисты 8-й танковой дивизии соединились, перерезав дорогу на Опочку. У деревни Мызы немцы силами 59-го саперного батальона организовали переправу для снабжения группы Фронхефера. В боях за Красный 7 июля командир 1-й роты саперов лейтенант Сасс один из первых на Восточном фронте получил благодарность Главнокомандующего сухопутными войсками Германии. Двое суток бойцы 195-го стрелкового и 639-го артиллерийского полков, заняв круговую оборону в городе, сражались в окружении и сдерживали превосходящие силы противника. Они уничтожили много танков и мотопехоты. Таким образом, бои за городок Красный не закончились 5 июля, как утверждается во многих изданиях, а продолжались на протяжении ещё четырёх дней.
В ночь с 8 на 9 июля защитники Красного отчаянно атаковали врага в северо-восточном направлении от горы Бобровка на Мицкеево, где силы противника были наименьшие. Атаку поддержали, сделав последние выстрелы, орудия 639-го артполка. Несколько пулеметчиков прикрывали отход товарищей, сдерживая врага в районе Городища. 9 июля Красногородская группа 27-й армии прорвалась из окружения в сторону Жавров, где заняла оборону на участке Блины – Сусаны – Бережане. Позже, с боями пройдя по тылам противника, она вышла к реке Великой и послужили ядром для восстановления 195-го стрелкового полка. Герои советского отряда, несколько дней сражавшегося в окружении, в тылу немецкой танковой дивизии, в большинстве своем, остаются неизвестными.
Оккупация длилась свыше трёх лет. В Красном в здании родильного дома расположилось гестапо, в здании 8-летней школы — военная комендатура, в здании средней школы — военизированные подразделения по борьбе с партизанами (с 1943 года действовавшие от имени РОА), а в зданиях военкомата — гражданская полиция и тюрьма. В селе был установлен строгий комендантский час.
18 июля 1944 года в ходе Режицко-Двинской наступательной операции село Красное (или село Красногородское, как оно стало называться с 1944 года) при активном участии партизан было освобождено 22-й дивизией полковника Г. И. Панишева, действовавшей в составе 10-й гвардейской армии 2-го Прибалтийского фронта.
22 августа 1944 года Указом Президиума Верховного Совета СССР была образована Великолукская область, в состав которой вошли село Красногородское и Красногородский район.

#### Послевоенные годы
После освобождения Красногородского от немецко-фашистских захватчиков началось восстановление села от разрушений, причинённых военными действиями, а затем и укрепление его производственной базы и социальной инфраструктуры. После войны начало бурно застраиваться Заречье (территория на западном берегу реки Синей). Были построены хлебокомбинат (в 1954 году), баня (в 1956 году), кинотеатр «40 лет Октября» (в 1957 году).
Указом Президиума Верховного Совета РСФСР от 2 октября 1957 года Великолукская область была упразднена, а село Красногородское и Красногородский район отошли к Псковской области.
В 1959 году детский дом для детей-сирот, открытый ещё в 1944 году, был преобразован в Красногородскую среднюю агрошколу-интернат, а в 1960 году была также открыта Красногородская коррекционная школа-интернат. В 1964 году на улице Советской было построено новое здание Красногородской средней школы. В городе открылись Дом культуры (в 1960 году), Дом быта (в 1962 году).
Решением Псковского облисполкома № 171 от 26 апреля 1967 года населённый пункт Красногородское был отнесён к категории рабочих посёлков, получив тем самым статус посёлка городского типа. В мае того же года был образован поселковый Совет.
В 1969 году в посёлке открылась швейная фабрика. Появились стадион (в 1968 году), музыкальная школа (в 1971 году), новый железобетонный мост через реку Синюю (в 1981 году).
С 1989 года на валу в июле проходит праздник Дня посёлка (совмещённый с праздником Дня освобождения Красногородского района от немецко-фашистских захватчиков). Именно в июле 1989 года во время праздника впервые прозвучала ставшая лирическим гимном для жителей посёлка песня «Над разливами Синей», написанная псковским композитором Н. Мешуковым на слова красногородца В. Калью:
| …Я люблю город Красный С его Синей рекой И народ наш прекрасный, Задушевный, простой. | От работы усталый Спит мой город родной. Только мне до рассвета Не расстаться с тобой. |

### В составе Российской Федерации
С распадом СССР и началом проведения в России либеральных экономических реформ в Красногородском произошло резкое снижение большинства экономических и социальных показателей, значительно упали уровень заработной платы и жизненный уровень населения, практически прекратилось жилищное строительство. Люди стали хуже питаться, малодоступными стали многие виды лечения, появились затруднения при получении специальности и поиске работы по специальности. С конца 1990-х годов началось сокращение численности населения посёлка.
Постановлением Псковского областного Собрания депутатов № 56 от 26 января 1995 года посёлок Красногородское был переименован в посёлок городского типа Красногородск.
Статус и границы муниципального образования «Красногородск» установлены Законом Псковской области от 28 февраля 2005 года № 420-ОЗ «Об установлении границ и статусе вновь образуемых муниципальных образований на территории Псковской области».

## Население
| 1939  | 1959  | 1970  | 1979  | 1989  | 2002  | 2004  | 2005  | 2006  |
| ----- | ----- | ----- | ----- | ----- | ----- | ----- | ----- | ----- |
| 1687  | ↗2878 | ↗3918 | ↗4727 | ↗5194 | ↘4694 | ↘4631 | ↘4452 | ↘4311 |
| 2007  | 2008  | 2009  | 2010  | 2011  | 2012  | 2013  | 2014  | 2015  |
| ↘4140 | ↘4073 | ↘3981 | ↘3870 | ↘3869 | ↘3815 | ↘3734 | ↘3729 | →3729 |
| 2016  | 2017  | 2018  | 2019  | 2020  | 2021  |       |       |       |
| ↘3721 | ↘3690 | ↘3653 | ↘3561 | ↘3507 | ↗3521 |       |       |       |

Национальный состав
По итогам переписи населения 2020 года проживали следующие национальности (национальности менее 0,1 % и другое, см. в сноске к строке «Другие»):
| Национальность | Численность, чел. | Доля     |
| -------------- | ----------------- | -------- |
| Русские        | 3399              | 96,54 %  |
| Украинцы       | 22                | 0,62 %   |
| Белорусы       | 13                | 0,37 %   |
| Цыгане         | 8                 | 0,23 %   |
| Чуваши         | 5                 | 0,14 %   |
| Другие         | 74                | 2,10 %   |
| Итого          | 3521              | 100,00 % |

## Экономика
Среди предприятий поселка действуют следующие:
- Красногородский участок ЗАО «Пушкиногорский МСЗ»
- Красногородское РайПО
- ЗАО «Мелиоратор»
- Филиал ГППО ДЭУ № 2
- МУП «Забота»
- ООО «Влади»
- МУП «Красногородский хлебокомбинат».

В посёлке имеется гостиница.

## Транспорт
- В посёлке есть автовокзал. Осуществляется прямое автобусное сообщение с Санкт-Петербургом, Псковом и Опочкой. В поселке останавливаются автобусы, следующие по маршруту Опочка — Пыталово.
- С 1 февраля 2011 года в экспериментальном режиме осуществлялось движение городского автобуса[108]. Через месяц эксперимент был приостановлен на неопределённый срок.

## Спорт
- Футбольная команда «Красный город» выступает в зоне «Юг» Первой лиги Первенства Псковской области.[источник не указан 630 дней]
- Хоккейная команда «Красный город» играет в Первой группе Чемпионата Псковской области.[источник не указан 630 дней]

## Памятные места
- Воинское захоронение-мемориал «Площадь» (улица Советская). Захоронено 623 бойца Красной армии, павших в боях при освобождении Красногородского и соседних деревень. Образовано в июле 1944 года[109].
- Воинское захоронение-мемориал «Поклонная гора» (улица Больничная). Захоронено 378 человек, в основном — умерших от ран в госпитале, который был развёрнут в здании бывшей больницы после освобождении Красногородского от немецко-фашистских оккупантов. Образовано в июле 1944 года[109].
- Бюст-памятник В. И. Ленину работы скульптора А. Ф. Маначинского (улица Советская). Установлен в 1972 году[110].
- Бюст-памятник Герою Советского Союза А. А. Никандровой работы скульптора А. Ф. Маначинского. Установлен на площади Никандровой в 1984 году[111].
- Аллея Героев (улица Советская). Сквер, в котором в 2000 году установлены бюсты (работы А. Ф. Маначинского) пяти Героев Советского Союза — уроженцев Красногородского района: А. А. Никандровой, Н. В. Богданова, Ю. Г. Священко, Ф. Ф. Лазарева и В. С. Михайлова[112].
- Сквер-парк Памяти (улица Набережная), заложен в 1991 году. В центре установлена скульптура «Скорбящая мать с сыном» работы скульпторов А. Ф. Маначинского и С. А. Маначинского (открыта 7 ноября 1995 года)[111].
- Стела в честь 10-й гвардейской и 54-й армий, освобождавших Красногородский район от немецко-фашистских захватчиков (улица Матросова). Установлена в 1979 году, автор В. С. Лицуков[111].
- Памятный знак в честь основания крепости Красный Городец, установленный в 1987 году на Валу. Имеет форму огромного валуна, к которому прикреплена металлическая пластина с отчеканенным на ней пояснительным текстом[110].
- Памятный знак в честь пограничников (улица Калинина). Обелиск в форме пирамиды, установлен в 1996 году[110].
- Могила комиссара Егорова Ф. Е., замученного белогвардейцами в 1918 г. — памятник истории[113]

## Достопримечательности

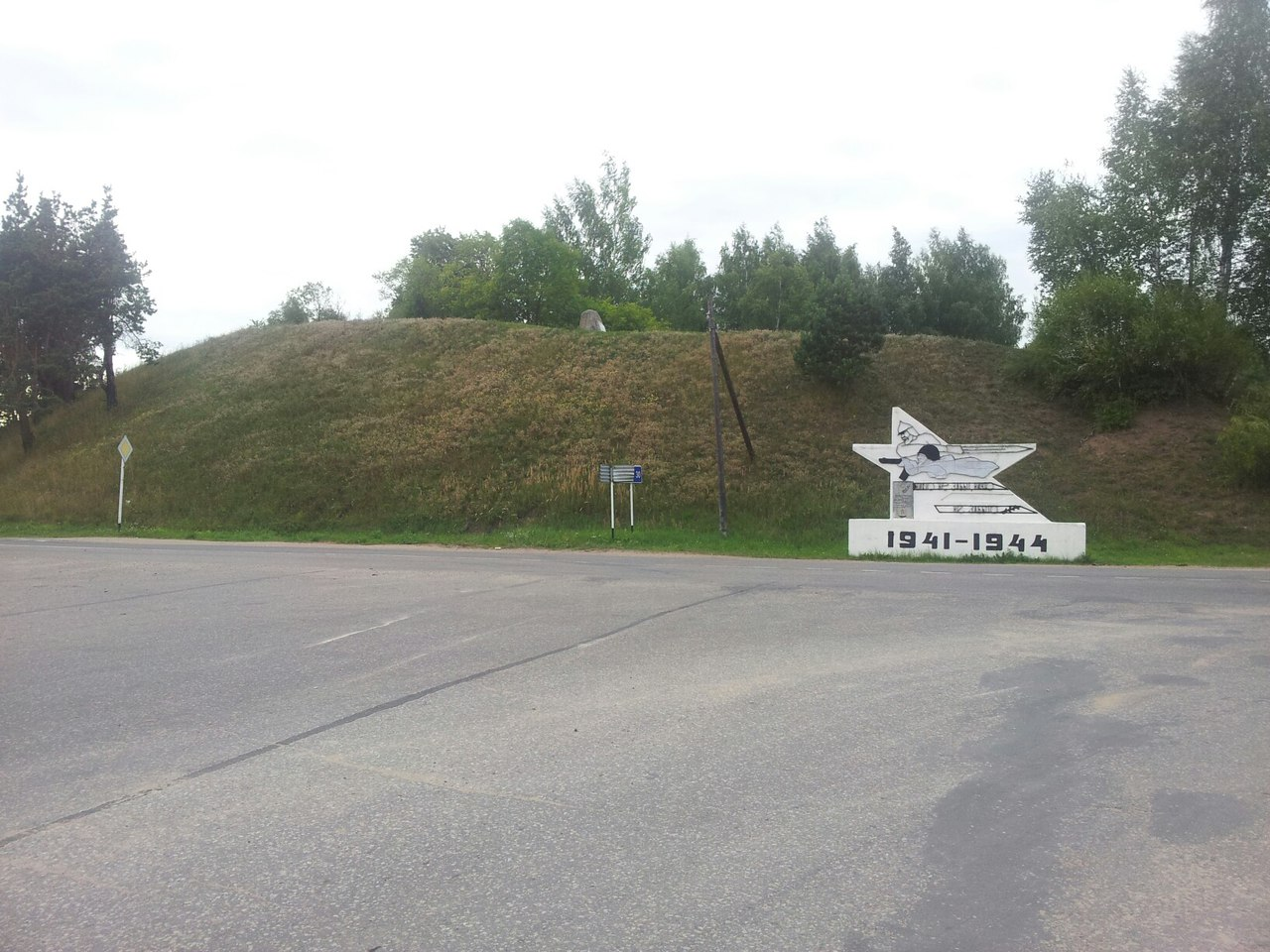
Вид на южный вал городища с ул. Советская

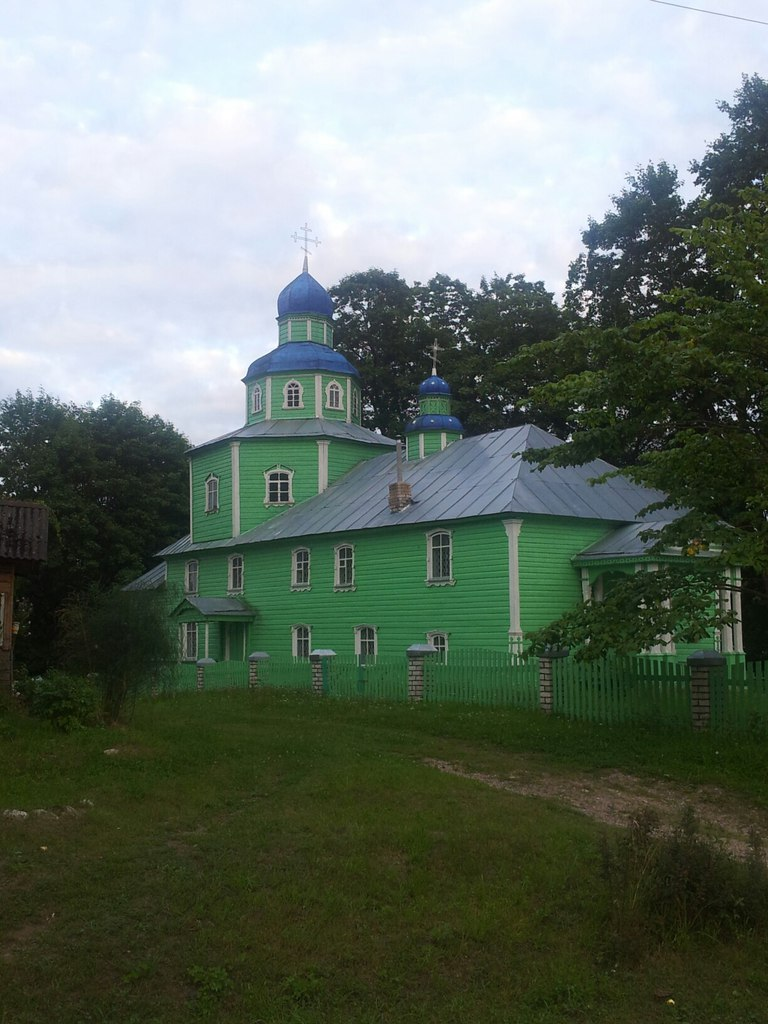
Церковь Св. Николая в Красногородске

- Красногородский вал (городище), остаток крепости Красный Городец — памятник археологии XV—XVII веков. Расположен на западном берегу реки Синей рядом с деревней Станкеево, ныне входящей в состав посёлка[8][110].
- Свято-Никольская церковь (1806) — деревянная церковь в черте посёлка, освящённая в честь Святителя Николая Чудотворца[64][114].
- В Красногородском районе у деревни Лятовка (около 11 километров от посёлка) — могильник (2-е тысячелетие до н. э.).